# Ordine al merito imprenditoriale
L'Ordine al merito imprenditoriale è un ordine cavalleresco portoghese.

## Storia
L'ordine è stato fondato il 4 giugno 1893 da Carlo I del Portogallo durante la sua visita alla città di Beja, come Ordine al merito civile agricolo e industriale; è stato abolito con la fondazione della Repubblica portoghese e riformulato nel 1926. Nel 1991, è stato rinominato come Ordine al merito agricolo, industriale e commerciale, dopo l'aggiunta di una terza classe per riconoscere i servizi resi in relazione al settori del commercio e dei servizi. A seguito della legislazione del 2011, l'ordine ricevuto il suo nome attuale, mantenendo le tre classi esistenti, ma la classe commerciale premia anche i meriti nel settore del turismo. Inoltre, è espressamente previsto dallo statuto dell'ordine che può essere concesso per il merito dei lavoratori nei rispettivi settori di attività.

## Classi
L'ordine dispone delle seguenti classi di benemerenza a dei post nominali qui indicati tra parentesi:
- gran croce (GCME)
- grand'ufficiale (GOME)
- commendatore (ComME)
- ufficiale (OME)
- medaglia (MedME)
- membro onorario (MHME)

### Divisione al merito dell'agricoltura
Tale divisione è destinata a premiare coloro che hanno reso, come imprenditore o lavoratore, un servizio eccezionale per la promozione o il miglioramento dell'agricoltura e delle risorse animali, ittiche e forestali del paese.
La divisione al merito dell'agricoltura dispone delle seguenti classi di benemerenza a dei post nominali qui indicati tra parentesi:
- gran croce (GCMA)
- grand'ufficiale (GOMA)
- commendatore (ComMA)
- ufficiale (OMA)
- medaglia (MedMA)
- membro onorario (MHMA)

| Nastri   |           |              |                 |            |
| Medaglia | Ufficiale | Commendatore | Grand'ufficiale | Gran Croce |

### Divisione al merito commerciale
Tale divisione è destinata a premiare coloro che hanno reso, come imprenditore o lavoratore, un servizio eccezionale per la promozione o il potenziamento del commercio, del turismo e dei servizi connessi.
La divisione al merito commerciale dispone delle seguenti classi di benemerenza a dei post nominali qui indicati tra parentesi:
- gran croce (GCMC)
- grand'ufficiale (GOMC)
- commendatore (ComMC)
- ufficiale (OMC)
- medaglia (MedMC)
- membro onorario (MHMC)

| Nastri   |           |              |                 |            |
| Medaglia | Ufficiale | Commendatore | Grand'ufficiale | Gran croce |

### Divisione al merito industriale
Tale divisione è destinata a premiare coloro che hanno reso, come imprenditore o lavoratore, un servizio eccezionale per la promozione o il miglioramento del settore.
La divisione al merito industriale dispone delle seguenti classi di benemerenza a dei post nominali qui indicati tra parentesi:
- gran croce (GCMI)
- grand'ufficiale (GOMI)
- commendatore (ComMI)
- ufficiale (OMI)
- medaglia (MedMI)
- membro onorario (MHMI)

| Nastri   |           |              |                 |            |
| Medaglia | Ufficiale | Commendatore | Grand'ufficiale | Gran croce |

## Insegne
- La placca è una stella a nove punte smaltata in verde per la divisione al merito agricolo, in blu per la divisione al merito commerciale e in rosso per la divisione al merito industriale. Al centro della stella vi è lo stemma nazionale in oro, che è circondato da un bordo smaltato di bianco con l'indicazione della divisione di appartenenza. La stella è a sua volta centrata su una placca a nove punte, in oro per le classi di gran croce e grand'ufficiale e in argento per il grado di commendatore. Tra ciascun braccio della stella vi è una stella a cinque punte in smalto dello stesso colore come la stella per la rispettiva categoria dell'ordine.
- Il distintivo per tutte e tre le divisioni è una versione in miniatura della stella senza le stelle a cinque punte tra le sue braccia. Viene indossato sospeso da due palme smaltate di verde, al termine di una fascia per la classe di gran croce, di un collare per le classi di grand'ufficiale e commendatore e di un nastro sul petto a sinistra per le classi di ufficiale e medaglia.
- Il nastro per tutte e tre le categorie è di seta moiré, verde e bianca per la categoria agricola, blu e bianco per la categoria commerciale e rosso e bianco per la categoria industriale.